# Erik Norberg (gymnast)
Erik Norberg, född 30 september 1883 i Smedjebacken, död 19 februari 1954 i London, var en svensk gymnast.
Han blev olympisk guldmedaljör 1908.